# Godziejewo
Godziejewo [ɡɔd͡ʑɛˈjɛvɔ] (en alemán: Rehfeld) es un pueblo de Polonia ubicado en el distrito administrativo (gmina) de Wieliczki, en el condado de Olecko, voivodato de Varmia y Masuria. Según el censo de 2011, tiene una población de 28 habitantes.
Está ubicado aproximadamente a 8 kilómetros al norte de Wieliczki, a 8 kilómetros al este de Olecko y a 142 kilómetros al este de la capital regional Olsztyn.[cita requerida]
Antes de 1945, el área era parte de Alemania (Prusia Oriental).